# コンコード・レンジャーズFC
コンコード・レンジャーズ・フットボールクラブ（Concord Rangers Football Club）はイングランド、エセックス州、キャンヴェイ・アイランド、を本拠地とするサッカークラブ。2021-2022シーズンはナショナルリーグ・サウス（6部相当）に所属。

## タイトル

### 国内タイトル
- エセックス・シニアリーグ:3回

1997-1998,2003-2004,2007-2008
- エセックス・シニアリーグカップ:1回

1996-1997
- ゴードン・ブラステッド・メモリアルトロフィー:1回

2007-2008
- ハリー・フィッシャー・メモリアルトロフィー:1回

1999-2000
- イースト・アングリアンカップ:1回

2004-2005

### 国際タイトル
- なし

## 過去の成績
- 2004-2005

Essex Senior League 9位
- 2005-2006

Essex Senior League 7位
- 2006-2007

Essex Senior League 7位
- 2007-2008

Essex Senior League 1位 昇格